# Veli Jože
Veli Jože je književno djelo hrvatskog književnika Vladimira Nazora iz 1908. godine. 
Glavni lik je hrabri i dobri div Jože, "jak kao bik, kuštrave glave", koji živi u okolici istarskog gradića Motovuna. Knjiga je nastala na temelju narodnih priča i folklornih motiva. To je djelo po kojemu će se prepoznavati Nazorova proza, a koje je on sam smatrao neuspjelim. Veli Jože postao je simbol hrvatske Istre, alegorijska slika nacionalne prošlosti, njezine muke i poniženja, ali i moći i snage kojom se stoljećima opirala odnarođivanju.
Veli Jože je i simbol velikoga i divovskog, pa je po njemu nazvana Plovna dizalica Veli Jože, najveća je i najsnažnija dizalica na Jadranu, dugo godina i na Sredozemlju, koja nije u upotrebi od 2004. godine.

## Kratki sadržaj
Oko grada Motovuna živio je kmet Jože divovskog izgleda. Radio je najteže poslove za gospodu bez prigovora, dok ga mletački providur nije odveo lađom za Mletke. Bura je potopila lađu, a Jože se spasio. U lađi je poginuo div Galeat Ilija, koji je prije smrti savjetovao Joži, da bude slobodan čovjek. Kada se vratio kući, pobjegao je s ostalim kmetovima na brdo, gdje su kasnije našli zlato. Čak su im i gospodari došli pomagati, kako bi dobili dio zlata. Prilikom dijeljenja posjeda, divovi su se posvađali zbog svoje pohlepe. Jože je bio tužan, zbog nepravedne podjele pa se osvetio spalivši kolibu sa žitom. Progonili su ga, a sklonište je našao kod Civette, koji je postao vođa kmetova i Joži dao najbolju zemlju. U borbama je Jože ubio dva diva, vraćao se svom Motovunu, ali prije ulaska u grad, sjetio se Ilijinih riječi pa je odlučio biti slobodan čovjek,kao što mu je on rekao pa je napustio Civettu i Motovun i nije se vratio.